# Paracelso
Paracelso, pseudônimo de Philippus Aureolus Theophrastus Bombastus von Hohenheim, (Einsiedeln, 17 de dezembro de 1493 — Salzburgo, 24 de setembro de 1541) foi um médico suíço, alquimista, teólogo leigo e filósofo da Renascença alemã.
Ele foi um pioneiro em vários aspectos da "revolução médica" do Renascimento, enfatizando o valor da observação em combinação com a sabedoria recebida. Ele é considerado o "pai da toxicologia". Paracelso também teve um impacto substancial como profeta ou adivinho, seus "prognósticos" sendo estudados por Rosacruzes em 1600. Paracelso autenticou o primeiro movimento médico moderno inspirado no estudo de suas obras.

## Biografia
Philippus Aureolus Theophrastus Bombastus von Hohenheim gostava de ser chamado de Paracelso, indicando que estava no mesmo nível que (em grego parà significa vizinho, próximo) Aulus Cornelius Celsus, naturalista romano especialista em artes médicas que viveu na primeira metade de o primeiro século. Ele não tinha um caráter fácil, na verdade ele era bastante arrogante e orgulhoso. “Alguns me acusam de orgulho, outros de loucura, outros ainda de tolice”. Ele recebeu muitas acusações, inclusive de alcoolismo ou de não participar de cerimônias religiosas. Na verdade, ele se considerava um doutor das Sagradas Escrituras, uma espécie de teólogo leigo, convencido, porém, de que a fé deve ser vivida dentro de si mesmo, em um nível íntimo e não coletivo.

### Origens, infância, anos de aprendizagem
Paracelso era filho de Wilhelm von Hohenheim e de um servo eclesiástico. Ele nasceu em Einsiedeln, uma cidade no centro da Suíça, em uma das casas próximas ao mosteiro de Unsere Liebe Frau, um dos pontos de parada dos peregrinos a caminho de Santiago de Compostela. A figura de sua mãe está envolta em mistério; de acordo com alguns rumores da época, ela teria ficado histérica, ideia que talvez tenha se espalhado a partir da experiência de Paracelso com relação a essa doença nas mulheres. Parece também que seu filho herdaria dela a feiura física e as maneiras grosseiras. Em 1502 estabeleceu-se com o pai na Caríntia, em Villach. Era de seu pai, que se formou em medicina pela Universidade de Tübingen, onde recebeu seus primeiros ensinamentos em medicina e química. Mais tarde, com o abade e alquimista Giovanni Tritemio, ele estudou química e ocultismo.
Quanto à sua formação universitária, ocorrida entre 1509 e 1515, ele próprio diz ter frequentado várias universidades. Ele se formou em medicina pela Universidade de Ferrara.

### Os anos de errância e Basel

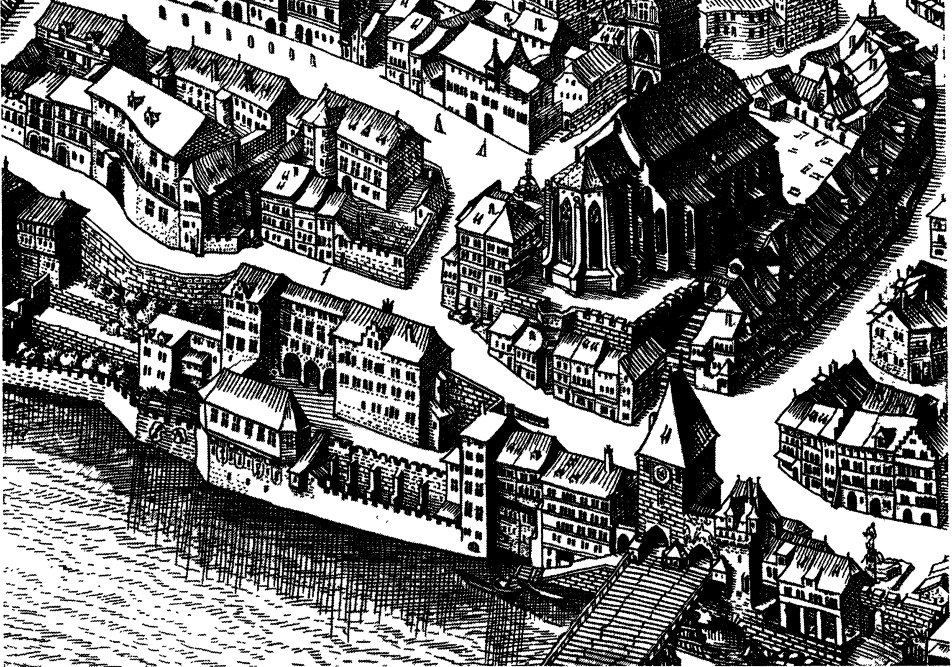
A Universidade de Basel em uma gravura antiga, onde Paracelso se torna professor no ano de 1527

Sua vida foi extremamente agitada, mas difícil de reconstruir porque Paracelso embelezou sua biografia com detalhes inventados e aventureiros. Segundo afirma, depois de ter trabalhado em minas na Alemanha e na Hungria, onde aprendeu os segredos dos metais, empreendeu longas perambulações que o levaram à Itália, ficando em Turim e depois na Espanha, Alemanha, Inglaterra, Suécia, Polônia, na Transilvânia; destinos plausíveis, embora seja muito menos provável que, como ele mesmo diz, estivesse na Índia e na China. Parece que ele também foi para a Rússia, em busca das minas dos tártaros, onde teria sido feito prisioneiro pelo Khan, que lhe teria revelado segredos.
Sua experiência como médico militar foi muito importante para ele, primeiro durante a guerra veneziana, depois na Dinamarca e na Suécia. De volta à Alemanha, sua fama aumentou rapidamente e em 1527 ele recebeu uma oferta da cadeira de medicina na Universidade de Basel. Paracelso, no mesmo ano, teve os textos de Galeno e Avicena queimados publicamente por seus alunos, rotulando-os de ignorantes em assuntos médicos e alegando que todos possuem dentro de si as habilidades necessárias para explorar o mundo.
Pouco depois, começou a perder até mesmo aquela estima e confiança por parte dos alunos que até então o haviam salvado do risco de estranhamento do ambiente universitário. Sua oposição aberta à medicina tradicional e à nova medicina nascida entre a Itália e a França e sua natureza polêmica o levaram a perder seu emprego permanente como professor na Universidade de Basel. Na verdade, ele deixou a cidade em janeiro de 1528. Nos mesmos anos, os clássicos de Galeno e Avicena foram sendo redescobertos entre as universidades francesa e italiana, purificados filologicamente por glosas medievais e complementados por tratados anatômicos "científicos", bem como empíricos pesquisa para atacar diretamente a tradição popular (como as obras de Laurent Joubert da Faculdade de Medicina de Montpellier) e os Platônicos.

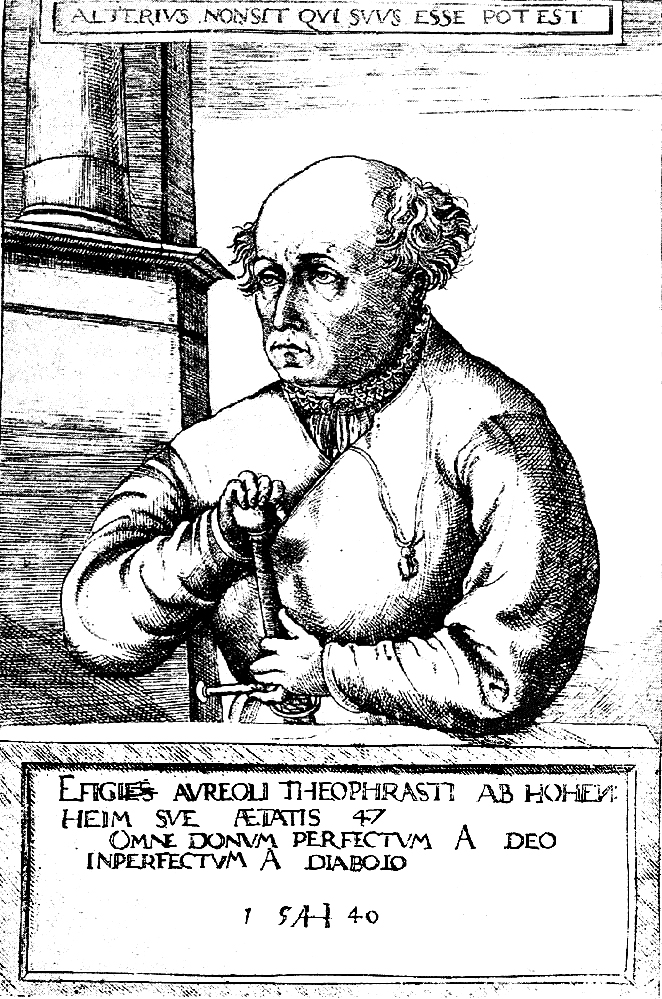
O retrato de 1540 de Hirschvogel.

### O período de St. Gallen
Em St. Gallen, uma pequena cidade no leste da Suíça, ele viveu um segundo curto período positivo de sua vida. Aqui, em 1531, ele foi confiado aos cuidados do burgomestre da cidade, Christian Studer, por 27 semanas. No entanto, Paracelso não era tido em alta conta pelos médicos teóricos da época. Durante esses anos, de fato, sua figura se opôs à de Joachim Vadiano, o médico e luminar mais destacado de San Gallo, cidade da qual também foi prefeito, um humanista que, no entanto, preferia a teoria à prática e o contato direto. com o doente. Fontes indicam que Paracelso era frequentemente consultado para problemas estomacais e intestinais, provavelmente porque sua fama era maior nessa área do que na cirurgia.
Durante sua estada em St. Gallen, ocorreu um evento do qual se pode adivinhar a inclinação profética da personalidade de Paracelso: como ele escreve em sua obra Paramirum, em 28 de outubro de 1531 ele avistou um arco-íris gigantesco. Ele notou que isso apontava para a mesma direção de onde o cometa Halley viera dois meses antes. Segundo Paracelso, o arco-íris, que ele chamou de arco da paz, carregaria uma mensagem salvadora após a discórdia anunciada pelo cometa.

### Morte
Depois de passar os anos restantes de sua vida vagando de cidade em cidade, ele morreu em Salzburgo em 24 de setembro de 1541. Ele está sepultado na igreja de São Sebastião. As cenas mais comoventes em seu túmulo ocorreram em 1831, quando, durante as semanas terríveis da cólera indiana, os habitantes dos Alpes de Salzburgo fizeram uma peregrinação a Salzburgo para implorar não ao santo padroeiro, mas ao médico Paracelso, para poupá-los da epidemia.

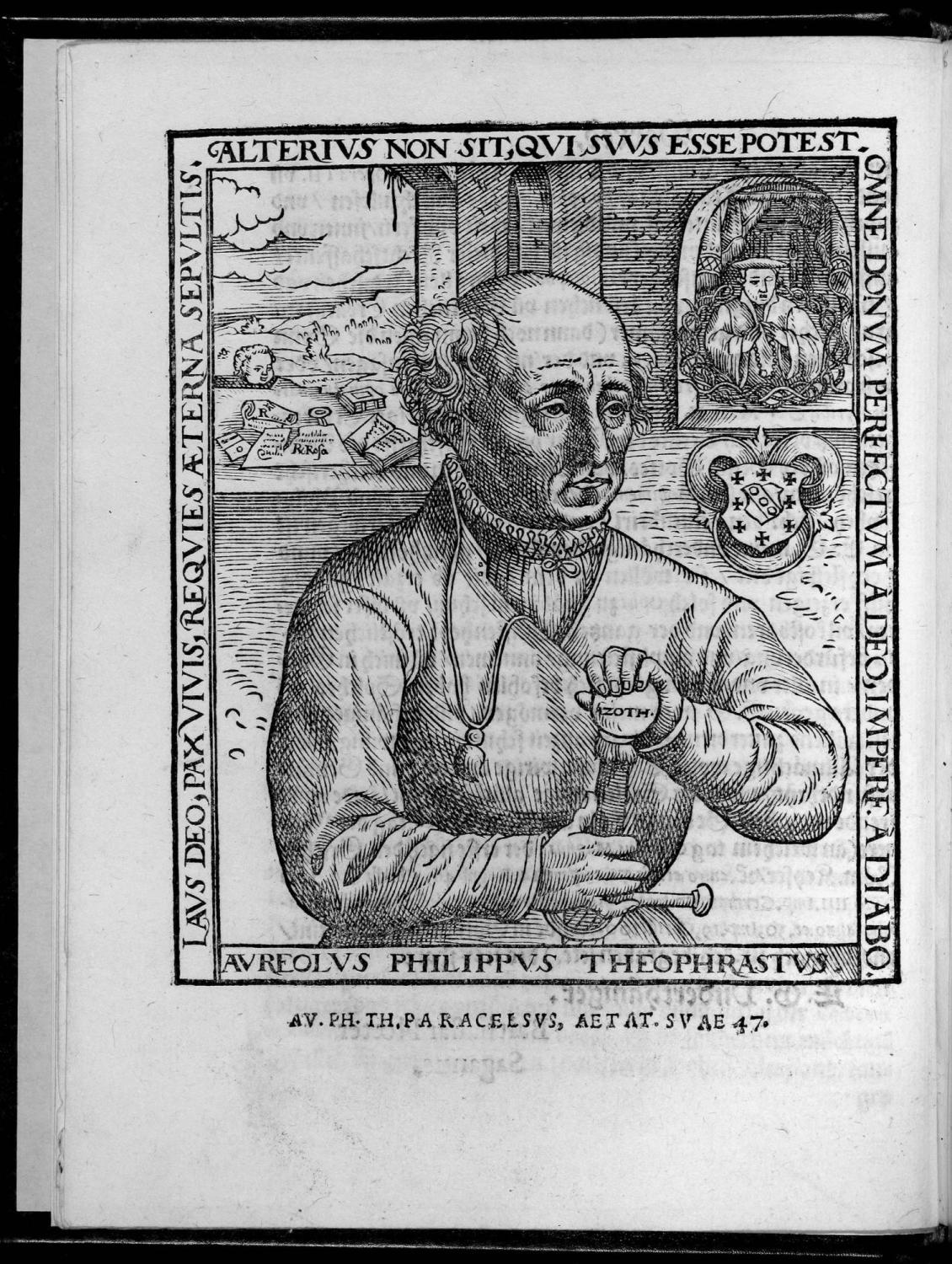
O retrato "Rosacruz" de 1567.

## Filosofia
Como médico do início do século XVI, Paracelso manteve uma afinidade natural com as filosofias hermética, neoplatônica e pitagórica centrais ao Renascimento, uma visão de mundo exemplificada por Marsilio Ficino e Pico della Mirandola. A astrologia era uma parte muito importante da medicina de Paracelso e ele era um astrólogo praticante - assim como muitos dos médicos formados em universidades que trabalhavam naquela época na Europa. Paracelso dedicou várias seções de seus escritos à construção de talismãs astrológicos para a cura de doenças. Paracelso rejeitou amplamente as filosofias de Aristóteles e Galeno, bem como a teoria dos humores. Embora aceitasse o conceito dos quatro elementos como água, ar, fogo e terra, ele os via apenas como uma base para outras propriedades sobre as quais construir.
Ele freqüentemente via o fogo como o Firmamento que fica entre o ar e a água nos céus. Paracelso geralmente usa um ovo para ajudar a descrever os elementos. Em seu primeiro modelo, ele afirmou que o ar cercava o mundo como uma casca de ovo. A clara do ovo abaixo da casca é como fogo porque tem um tipo de caos que lhe permite reter terra e água. A terra e a água formam um globo que, em termos de ovo, é a gema. Em De Meteoris, Paracelso afirma que o firmamento são os céus.
A abordagem de Paracelso à ciência foi fortemente influenciada por suas crenças religiosas. Ele acreditava que a ciência e a religião eram inseparáveis e as descobertas científicas eram mensagens diretas de Deus. Assim, ele acreditava que era dever divino da humanidade descobrir e compreender toda a Sua mensagem. Paracelso também acreditava que as virtudes que compõem os objetos naturais não são naturais, mas sobrenaturais, e existiam em Deus antes da criação do universo. Por causa disso, quando a Terra e os Céus eventualmente se dissiparem, as virtudes de todos os objetos naturais continuarão a existir e simplesmente retornarão para Deus. Sua filosofia sobre a verdadeira natureza das virtudes é uma reminiscência da de Aristóteles ideia do lugar natural dos elementos. Para Paracelso, o propósito da ciência não é apenas aprender mais sobre o mundo ao nosso redor, mas também buscar sinais divinos e potencialmente compreender a natureza de Deus. Se uma pessoa que não acredita em Deus se tornasse médico, ela não teria uma posição melhor aos olhos de Deus e não teria sucesso em seu trabalho porque não prática em seu nome. Tornar-se um médico eficaz requer fé em Deus. Paracelso via a medicina como mais do que apenas uma prática superficial. Para ele, a medicina era uma missão divina e o bom caráter combinado com a devoção a Deus era mais importante do que a habilidade pessoal. Ele encorajou os médicos a praticar o autoaperfeiçoamento e a humildade junto com o estudo de filosofia para obter novas experiências.

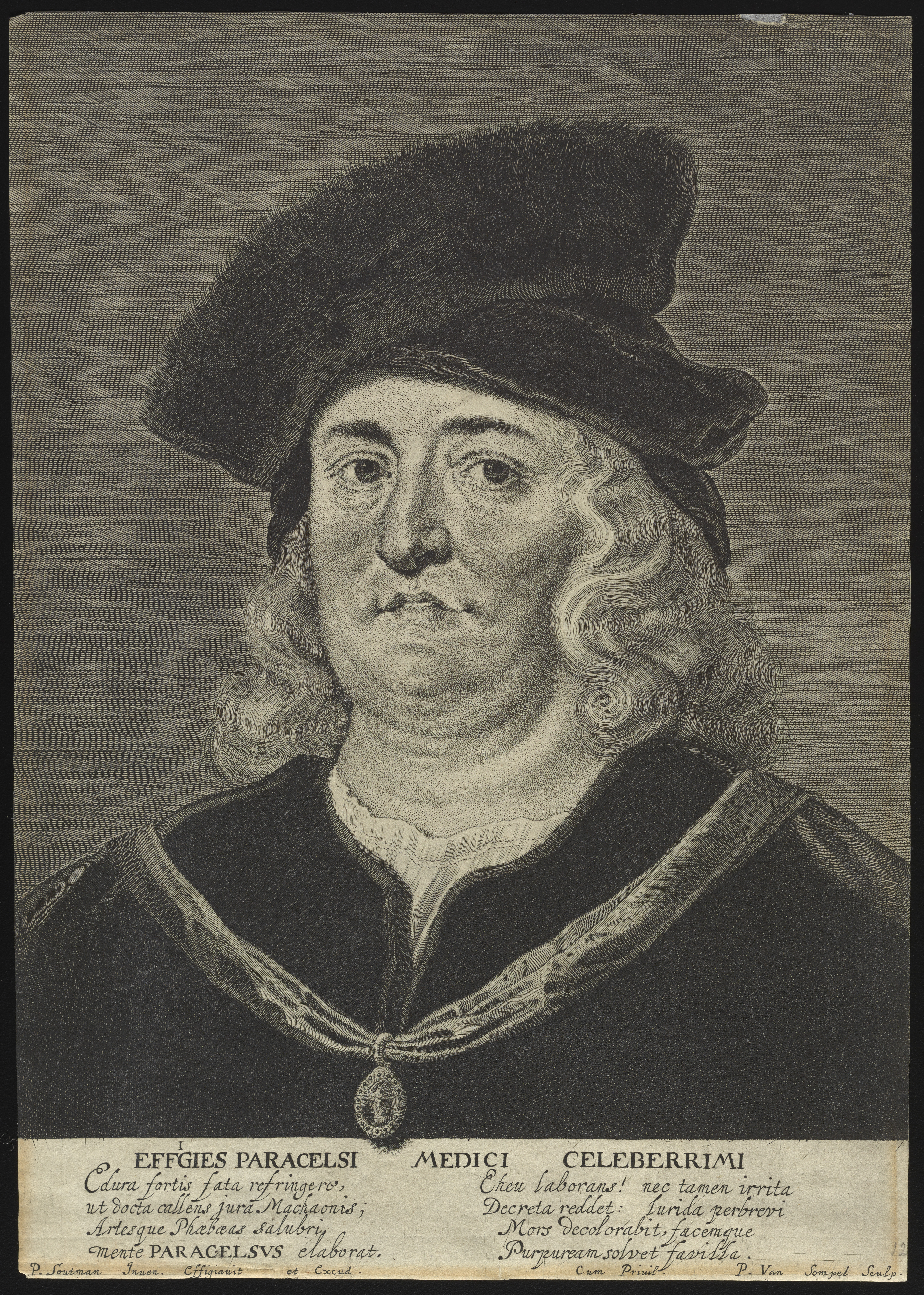
Gravura de Pieter Van Sompel, antes de 1643; Depois de Pieter Soutman.

## Contribuições para a medicina

### Química
Paracelso foi um dos primeiros professores médicos a reconhecer que os médicos exigiam sólidos conhecimentos acadêmicos nas ciências naturais, especialmente na química. Paracelso foi o pioneiro no uso de produtos químicos e minerais na medicina. A partir do estudo dos elementos, Paracelso adotou a ideia de alternativas tripartidas para explicar a natureza da medicina, composta por um elemento combustível (enxofre), um elemento fluido e mutável (mercúrio) e um elemento sólido e permanente (sal). A primeira menção do modelo de mercúrio-enxofre-sal foi no Opus paramirum datado de cerca de 1530. Paracelso acreditava que os princípios enxofre, mercúrio e sal continham os venenos que contribuíam para todas as doenças. Ele viu que cada doença tinha três curas distintas, dependendo de como era afetada, sendo causada pelo envenenamento de enxofre, mercúrio ou sal. Paracelso tirou a importância do enxofre, do sal e do mercúrio da alquimia medieval, onde todos ocupavam um lugar de destaque. Ele demonstrou sua teoria queimando um pedaço de madeira. O fogo era obra de enxofre, a fumaça era mercúrio e as cinzas residuais eram sal. Paracelso também acreditava que mercúrio, enxofre e sal forneciam uma boa explicação para a natureza da medicina porque cada uma dessas propriedades existia em muitas formas físicas. A tria prima também definiu a identidade humana. O sal representou o corpo; o mercúrio representava o espírito (imaginação, julgamento moral e as faculdades mentais superiores); enxofre representou a alma (as emoções e desejos). Ao compreender a natureza química da tria prima, um médico poderia descobrir os meios de curar doenças. Em cada doença, os sintomas dependiam de qual dos três princípios causava a doença. Paracelso teorizou que materiais que são venenosos em grandes doses podem ser curativos em pequenas doses; ele demonstrou isso com exemplos de magnetismo e eletricidade estática, em que um pequeno ímã pode atrair metais muito maiores.
Ele foi provavelmente o primeiro a dar o elemento zinco (Zincum) seu nome moderno, em cerca de 1526, provavelmente com base na aparência pontiaguda dos seus cristais após fundição (Zinke tradução para "pontas" em alemão). Paracelso inventou a terapia química, a análise química da urina e sugeriu uma teoria bioquímica da digestão. Paracelso usou química e analogias químicas em seus ensinamentos para estudantes de medicina e para a instituição médica, muitos dos quais os consideraram questionáveis.
Paracelso, no início do século dezesseis, havia inconscientemente observado o hidrogênio ao notar que, na reação quando os ácidos atacam os metais, o gás era um subproduto. Mais tarde, Théodore de Mayerne repetiu a experiência de Paracelso em 1650 e descobriu que o gás era inflamável. No entanto, nem Paracelso nem de Mayerne propuseram que o hidrogênio pudesse ser um novo elemento.

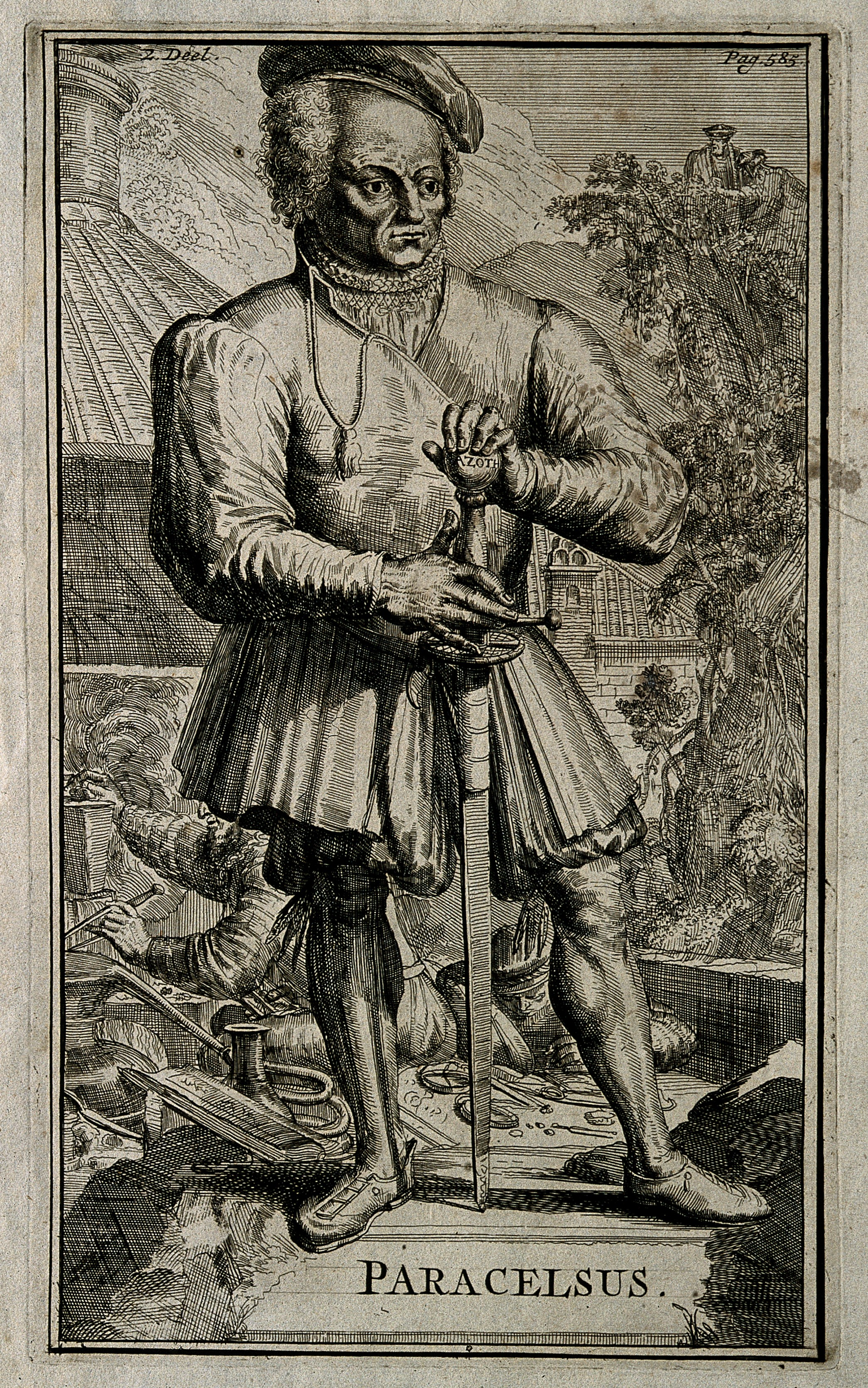
Retrato de corpo inteiro da edição holandesa História da Igreja e de Heresy de de Gottfried Arnold (1701), gravura de Romeyn de Hooghe.

### Hermeticismo
Suas crenças herméticas eram que a doença e a saúde do corpo dependiam da harmonia dos humanos (microcosmo) e da natureza (macrocosmo). Ele adotou uma abordagem diferente daqueles antes dele, usando esta analogia não na forma de purificação da alma, mas na maneira que os humanos devem ter certos equilíbrios de minerais em seus corpos, e que certas doenças do corpo tinham remédios químicos que poderiam curar eles. Como resultado dessa ideia hermética de harmonia, o macrocosmo do universo foi representado em cada pessoa como um microcosmo. Um exemplo dessa correspondência é a doutrina das assinaturas usado para identificar os poderes curativos das plantas. Se uma planta parecia uma parte do corpo, isso significava sua capacidade de curar essa anatomia. Portanto, a raiz da orquídea parece um testículo e pode, portanto, curar qualquer doença associada ao testículo. Paracelso mobilizou a teoria do microcosmo-macrocosmo para demonstrar a analogia entre as aspirações de salvação e saúde. Como os humanos devem repelir a influência dos espíritos malignos com moralidade, eles também devem repelir as doenças com boa saúde.
Paracelso acreditava que a verdadeira anatomia só poderia ser compreendida depois que o alimento para cada parte do corpo fosse descoberto. Ele acreditava que, portanto, deve-se conhecer a influência das estrelas nessas partes específicas do corpo. doenças eram causadas por venenos trazidos das estrelas. No entanto, 'venenos' não eram necessariamente algo negativo, em parte porque substâncias relacionadas interagiam, mas também porque apenas a dose determinava se uma substância era venenosa ou não. Paracelso reivindicou o completo oposto de Galeno, pois semelhante cura semelhante. Se uma estrela ou veneno causou uma doença, então ela deve ser combatida por outra estrela ou veneno. Como tudo no universo estava inter-relacionado, substâncias medicinais benéficas podiam ser encontradas em ervas, minerais e várias combinações químicas dos mesmos. Paracelso via o universo como um organismo coerente que é permeado por um espírito unificador que dá vida, e este em sua totalidade, incluindo os humanos, era 'Deus'. Suas crenças o colocam em desacordo com a Igreja Católica, para a qual deve haver necessariamente uma diferença entre o criador e o criado.
Paracelso também descreveu quatro seres elementais, cada um correspondendo a um dos quatro elementos: Salamandras, que correspondem ao fogo; Gnomos, correspondendo à terra; Ondinas, correspondendo a água; e Sylphs, correspondendo ao ar.

### Descobertas e tratamentos
Paracelso é frequentemente creditado com a reintrodução do ópio para a Europa Ocidental durante o Renascimento alemão. Ele exaltou os benefícios do ópio e de uma pílula que chamou de láudano, que frequentemente foi afirmada por outros como sendo uma tintura de ópio. Paracelso não deixou uma receita completa e os ingredientes conhecidos diferem consideravelmente do láudano do século XVII.
Paracelso inventou, ou pelo menos chamou uma espécie de linimento, opodeldoc, uma mistura de sabão em álcool, à qual se acrescentavam cânfora e, às vezes, várias essências de ervas, principalmente absinto. A receita de Paracelso forma a base para a maioria das versões posteriores do linimento.
Seu trabalho Die große Wundarzney é um precursor da antissepsia. Esse conhecimento empírico específico originou-se de suas experiências pessoais como médico do exército nas guerras venezianas. Paracelso exigiu que a aplicação de esterco de vaca, penas e outras misturas nocivas às feridas fosse abandonada em favor de manter as feridas limpas, declarando: "Se você prevenir a infecção, a Natureza curará a ferida por si mesma." Durante seu tempo como cirurgião militar, Paracelso foi exposto à crueza do conhecimento médico da época, quando os médicos acreditavam que a infecção era uma parte natural do processo de cura. Ele defendeu a limpeza e proteção das feridas, bem como a regulamentação da dieta alimentar. As ideias populares da época se opunham a essas teorias e sugeriam costurar ou engessar feridas. Em sua primeira publicação médica, um pequeno panfleto sobre o tratamento da sífilis que também foi a descrição clínica mais abrangente que o período já produziu, ele escreveu uma descrição clínica da sífilis na qual afirmava que ela poderia ser tratada com doses cuidadosamente medidas de mercúrio. Da mesma forma, ele foi o primeiro a descobrir que a doença só poderia ser contraída por contato.
Hipócrates apresentou a teoria de que a doença era causada por um desequilíbrio dos quatro humores: sangue, catarro, bile negra e bile amarela. Essas idéias foram posteriormente desenvolvidas por Galeno em um conjunto extremamente influente e altamente persistente de crenças médicas que durariam até meados da década de 1850. Ao contrário, Paracelso acreditava em três humores: sal (representando estabilidade), enxofre (representando combustibilidade) e mercúrio (representando liquidez); ele definiu a doença como a separação de um humor dos outros dois. Ele acreditava que os órgãos do corpo funcionavam alquimicamente, ou seja, separavam o puro do impuro. Os tratamentos médicos dominantes na época de Paracelso eram dietas específicas para ajudar na "limpeza dos sucos podres" combinados com purga e sangria para restaurar o equilíbrio dos quatro humores. Paracelso complementou e desafiou essa visão com suas crenças de que a doença era o resultado do corpo sendo atacado por agentes externos. Ele se opôs ao derramamento de sangue excessivo, dizendo que o processo perturbava a harmonia do organismo e que o sangue não podia ser purificado diminuindo sua quantidade. Paracelso acreditava que o jejum ajudava a capacitar o corpo a se curar. 'O jejum é o melhor remédio, o médico interior'.
Paracelso deu origem ao diagnóstico clínico e à administração de medicamentos altamente específicos. Isso era incomum por um período muito exposto a remédios que curam tudo. A teoria dos germes foi antecipada por ele ao propor que as doenças eram entidades em si mesmas, em vez de estados de ser. Paracelso introduziu o heléboro negro pela primeira vez na farmacologia europeia e prescreveu a dosagem correta para aliviar certas formas de arteriosclerose. Por último, ele recomendou o uso de ferro para "sangue pobre" e é creditado com a criação dos termos "química", "gás" e "álcool".
Durante a vida de Paracelso e após sua morte, ele era frequentemente celebrado como um curandeiro maravilhoso e investigador dos remédios populares que eram rejeitados pelos pais da medicina (por exemplo, Galeno, Avicena). Acreditava-se que ele tinha sucesso com seus próprios remédios para curar a peste, segundo aqueles que o reverenciavam. Uma vez que medicamentos eficazes para doenças infecciosas graves não foram inventados antes do século XIX, Paracelso veio com muitas prescrições e misturas por conta própria. Para doenças infecciosas com febre, era comum prescrever diaforéticos e tônicos que, pelo menos, davam um alívio temporário. Além disso, muitos de seus remédios continham o famoso "theriac", uma preparação derivada da medicina oriental às vezes contendo ópio.
Uma de suas realizações mais negligenciadas foi o estudo sistemático de minerais e os poderes curativos das fontes minerais alpinas. Suas incontáveis andanças também o levaram a muitas áreas dos Alpes, onde essas terapias já eram praticadas em uma escala menos comum do que hoje.

### Toxicologia
Paracelso estendeu seu interesse por química e biologia ao que hoje é considerado toxicologia. Ele expôs claramente o conceito de resposta à dose em sua Terceira Defesa, onde afirmou que "Somente a dose determina que uma coisa não é um veneno." (Sola dosis facit venenum "Apenas a dose faz o veneno") Isso foi usado para defender seu uso de substâncias inorgânicas na medicina, já que pessoas de fora frequentemente criticavam os agentes químicos de Paracelso como muito tóxicos para serem usados como agentes terapêuticos. Sua crença de que as doenças se localizam em um órgão específico foi estendida à inclusão da toxicidade do órgão-alvo; ou seja, existe um local específico no corpo onde um produto químico exerce seu maior efeito. Paracelso também incentivou o uso de animais experimentais para estudar os efeitos químicos benéficos e tóxicos. Paracelso foi um dos primeiros cientistas a introduzir a química na medicina. Ele defendeu o uso de sais inorgânicos, minerais e metais para fins medicinais. Ele acreditava que os órgãos do corpo operavam com base na separação das substâncias puras das impuras. Os humanos devem comer para sobreviver e comem tanto coisas puras quanto impuras. É função dos órgãos separar o impuro do puro. As substâncias puras serão absorvidas pelo corpo enquanto as impuras sairão do corpo como excremento. Ele não apoiou a teoria dos quatro humores de Hipócrate. Em vez de quatro humores, Paracelso acreditava que havia três: sal, enxofre e mercúrio, que representam estabilidade, combustibilidade e liquidez, respectivamente. A separação de qualquer um desses humores dos outros dois resultaria em doença. Para curar uma doença de certa intensidade, uma substância de natureza semelhante, mas a intensidade oposta deve ser administrada. Essas ideias constituem os princípios de semelhança e contrariedade de Paracelso, respectivamente.

### Psicossomatismo
Em sua obra Von den Krankeiten Paracelso escreve: 
“Assim, a causa da doença coreia lasciva [coreia de Sydenham, ou dança de São Vito] é uma mera opinião e ideia, assumida pela imaginação, afetando aqueles que acreditam em tal coisa. Essa opinião e essa ideia estão na origem da doença tanto em crianças quanto em adultos. Nas crianças o caso também é a imaginação, baseada não no pensamento, mas na percepção, porque ouviram ou viram algo. A razão é esta: sua visão e audição são tão fortes que inconscientemente têm fantasias sobre o que viram ou ouviram." 
Paracelso clamava pelo tratamento humano dos doentes mentais, visto que os via não como possuídos por espíritos malignos, mas apenas 'irmãos' enredados em uma doença tratável. Paracelso foi um dos primeiros médicos a sugerir que o bem-estar mental e uma consciência moral tinham um impacto direto na saúde física. Ele propôs que o estado da psique de uma pessoa poderia curar e causar doenças. Teoricamente, uma pessoa pode manter a boa saúde através de pura vontade. Ele também afirmou que se deve ou não uma pessoa poderia ter sucesso em seu ofício dependendo de seu caráter. Por exemplo, se um médico tivesse intenções astutas e imorais, ele acabaria falhando em sua carreira porque o mal não poderia levar ao sucesso. Quando se tratava de doenças mentais, Paracelso enfatizava a importância do sono e da sedação, pois acreditava que a sedação (com preparações de enxofre) poderia catalisar a cura e curar doenças mentais.

## Trabalhos

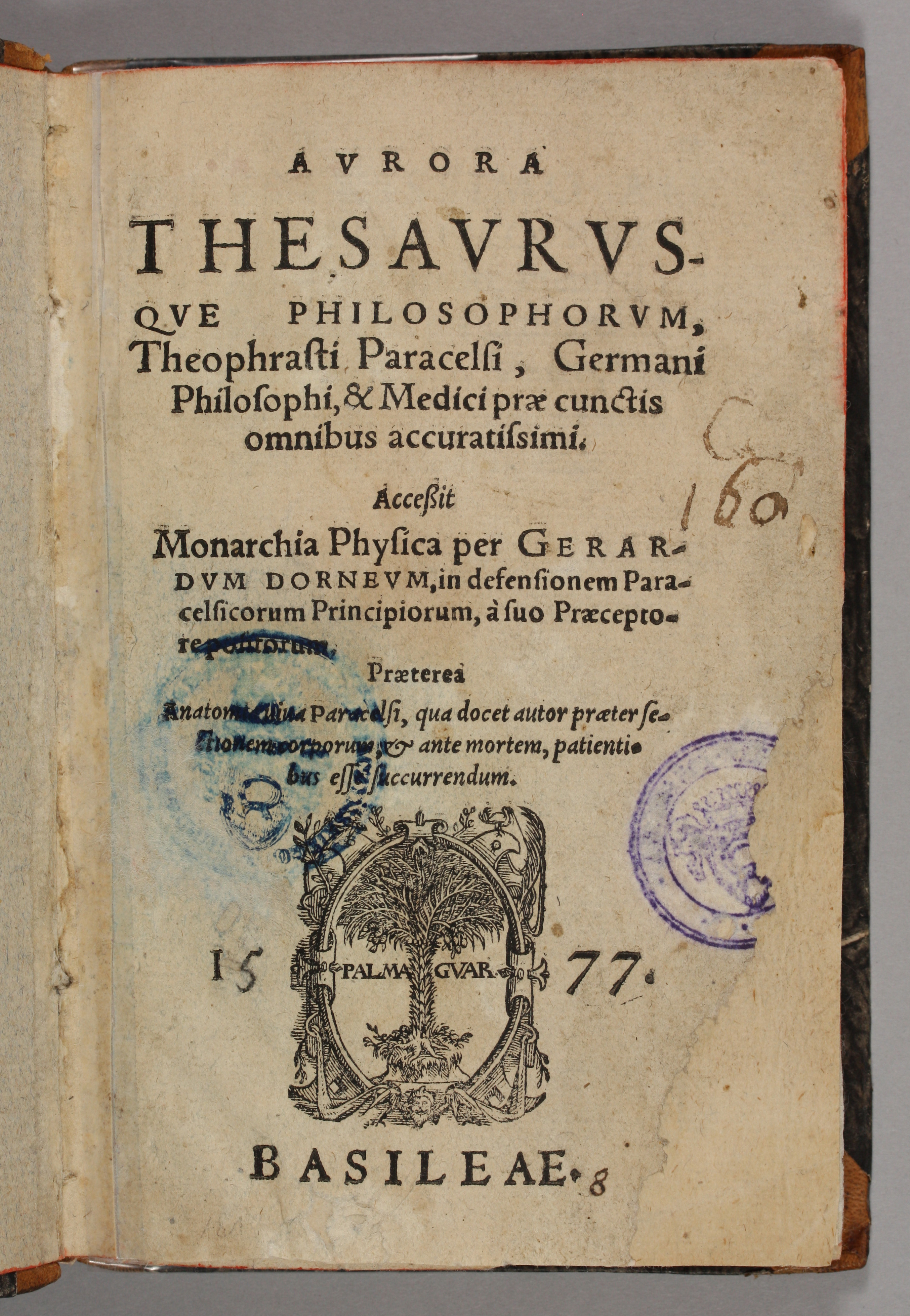
Aurora thesaurusque philosophorum, 1577.

Por causa da obra de Karl Widemann, que copiou por mais de 30 anos a obra de Paracelso, muitas obras inéditas sobreviveram.
Publicado durante sua vida
- De gradibus et compositionibus receptorum naturalim, 1526.
- Vom Holtz Guaico (guaiacum), 1529.
- Practica, gemacht auff Europen, 1529.
- Von der Frantzösischen kranckheit Drey Bücher (on syphilis), 1530.
- Von den wunderbarlichen zeychen, so in vier jaren einander nach im Hymmelgewelcke und Luft ersehen, 1534
- Von der Bergsucht oder Bergkranckheiten (on miners' diseases), 1534.
- Vonn dem Bad Pfeffers in Oberschwytz gelegen (Pfäfers baths), 1535.
- Praktica Teutsch auff das 1535 Jar, 1535
- Die große Wundarzney ("Great Book of Surgery"), Ulm 1536 (Hans Varnier); Augsburg,1536 (Haynrich Stayner (=Steyner)), Frankfurt, 1536 (Georg Raben/ Weygand Hanen).
- Prognosticatio Ad Vigesimum Quartum annum duratura, 1536

Publicações póstumas
- Wundt unnd Leibartznei. Frankfurt: Christian Egenolff, 1549 (reimpresso em 1555, 1561).
- Das Buch Paramirum, Mulhouse: Peter Schmid, 1562.
- Aureoli Theophrasti Paracelsi schreiben Von Tartarjschen kranckheiten, nach dem alten nammen, Vom grieß sand vnnd [unnd] stein, Basel, c. 1563.
- Das Buch Paragranvm Avreoli Theophrasti Paracelsi: Darinnen die vier Columnae, als da ist, Philosophia, Astronomia, Alchimia, vnnd Virtus, auff welche Theophrasti Medicin fundirt ist, tractirt werden, Frankfurt, 1565.
- Opvs Chyrvrgicvm, Frankfurt, 1565.
- Ex Libro de Nymphis, Sylvanis, Pygmaeis, Salamandris, et Gigantibus etc. Nissae Silesiorum, Excudebat Ioannes Cruciger (1566)
- Von den Krankheiten so die Vernunfft Berauben. Basel, 1567.
- Philosophia magna, tractus aliquot, Cöln, 1567.
- Philosophiae et Medicinae utriusque compendium, Basel, 1568.
- Neun Bücher Archidoxis. Translated into Latin by Adam Schröter. Kraków: Maciej Wirzbięta, 1569.
- Zwölff Bücher, darin alle gehaimnüß der natur eröffnet, 1570
- Astronomia magna: oder Die gantze Philosophia sagax der grossen und kleinen Welt, Frankfurt, 1571.
- De natura rerum libri septem: Opuscula verè aurea; Ex Germanica lingua in Latinam translata per M. Georgium Forbergium Mysium philosophiae ac medicinae studiosum, 1573.
- De Peste, Strasbourg: Michael Toxites, Bey Niclauss Wyriot, 1574.
- Volumen Paramirum, Strasbourg: Christian Mülller, 1575.
- Metamorphosis Theophrasti Paracelsi: Dessen werck seinen meister loben wirt, Basel, 1574.
- Von der Wundartzney: Ph. Theophrasti von Hohenheim, beyder Artzney Doctoris, 4 Bücher. Basel: Peter Perna, 1577.
- Kleine Wundartzney. Basel: Peter Perna, 1579.
- Opus Chirurgicum, Bodenstein, Basel, 1581.
- Huser quart edition (tratados medicinais e filosóficos), dez volmes, Basel, 1589–1591; A edição de Huser dos trabalhos cirúrgicos de Paracelso foi publicada postumamente em Estrasburgo, 1605.
  - Vol. 1, In diesem Theil werden begriffen die Bücher, welche von Ursprung und herkommen, aller Kranckheiten handeln in Genere. Basel. 1589 [VD16 P 365]
  - vol. 2, Dieser Theil begreifft fürnemlich die Schrifften, inn denen die Fundamenta angezeigt werde[n], auff welchen die Kunst der rechten Artzney stehe, und auß was Büchern dieselbe gelehrnet werde, Basel. 1589 [VD16 P 367]
  - vol. 3, Inn diesem Theil werden begriffen deren Bücher ettliche, welche von Ursprung, Ursach und Heylung der Kranckheiten handeln in Specie. Basel, 1589 [VD16 P 369]
  - vol. 4, In diesem Theil werden gleichfals, wie im Dritten, solche Bücher begriffen, welche von Ursprung, Ursach unnd Heilung der Kranckheiten in Specie handlen. Basel, 1589 [VD16 P 371]
  - vol. 5, Bücher de Medicina Physica Basel, 1589
  - vol. 6, In diesem Tomo seind begriffen solche Bücher, in welchen deß mehrer theils von Spagyrischer Bereitung Natürlicher dingen, die Artzney betreffend, gehandelt wirt. Item, ettliche Alchimistische Büchlin, so allein von der Transmutation der Metallen tractiren. Basel, 1590 [VD16 P 375]
  - vol. 7, In diesem Theil sind verfasset die Bücher, in welchen fürnemlich die Kräfft, Tugenden und Eigenschafften Natürlicher dingen, auch derselben Bereitdungen, betreffent die Artzney, beschriben, werden. Basel, 1590 [VD16 P 376]
  - vol. 8, In diesem Tomo (welcher der Erste unter den Philosophischen) werden solche Bücher begriffen, darinnen fürnemlich die Philosophia de Generationibus & Fructibus quatuor Elementorum beschrieben wirdt. Basel, 1590 [VD16 P 377]
  - vol. 9, Diser Tomus (welcher der Ander unter den Philosophischen) begreifft solcher Bücher, darinnen allerley Natürlicher und Ubernatürlicher Heymligkeiten Ursprung, Ursach, Wesen und Eigenschafft, gründtlich und warhafftig beschriben werden. Basel, 1591 [VD16 P 380]
  - vol. 10, Dieser Theil (welcher der Dritte unter den Philosophischen Schrifften) begreifft fürnemlich das treffliche Werck Theophrasti, Philosophia Sagax, oder Astronomia Magna genannt: Sampt ettlichen andern Opusculis, und einem Appendice. Basel, 1591 [VD16 P 381], Frankfurt 1603
  - Klage Theophrasti Paracelsi, uber seine eigene Discipel, unnd leichtfertige Ertzte, Darbeneben auch unterricht, wie er wil, daß ein rechter Artzt soll geschickt seyn, und seine Chur verrichten, und die Patienten versorgen, etc.; Auß seinen Büchern auff das kürtzste zusammen gezogen, Wider die Thumkünen selbwachsende, Rhumrhätige, apostatische Ertzte, und leichtfertige Alchymistische Landtstreicher, die sich Paracelsisten nennen; … jetzo zum ersten also zusammen bracht, und in Truck geben. 1594 [VD16 P 383]
- Kleine Wund-Artzney. Straßburg (Ledertz), Benedictus Figulus. 1608.
- Opera omnia medico-chemico-chirurgica, Genevae, Vol. 3, 1658.
- Prognosticon Theophrasti Paracelsi, vol. 4 of VI Prognostica Von Verenderung vnd zufaelligem Glueck vnd Vnglueck der... Potentaten im Roemischen Reich, Auch des Tuercken vnd Pabst ed. Henricus Neotechnus, 1620.

Edições modernas
- Paracelsus: Sämtliche Werke: nach der 10 Bändigen Huserschen Gesamtausgabe (1589–1591) zum erstenmal in neuzeitliches deutsch übersetzt, mit Einleitung, Biographie, Literaturangaben und erklärenden Anmerkungen. Ed. por Bernhard Aschner. 4 volumes. Jena: G. Fisher, 1926–1932.
- Paracelsus: Sämtliche Werke. Ed. por Karl Sudhoff, Wilhelm Matthiessen, e Kurt Goldammer. Parte I (escritos médicos, científicos e filosóficos), 14 volumes (Munique e Berlim, 1922–1933). Part II (Escritos teológicos e religiosos), 7 volumes (Munique e Wiesbaden, 1923–1986).
- Register zu Sudhoffs Paracelsus-Ausgabe. Allgemeines und Spezialregister: Personen, Orte, Pflanzen, Rezepte, Verweise auf eigene Werke, Bußler, E., 2018, ISBN 978-90-821760-1-8
- Theophrastus Paracelsus: Werke. Ed. porWill-Erich Peuckert, 5 vols. Basel e Stuttgart: Schwabe Verlag, 1965–1968.